# 麟山郡
麟山郡（：／ Rinsan gun */?）是朝鮮民主主義人民共和國黃海北道西南部的一個郡，南隔滅惡山脈與黃海南道相連。2008年人口73,626人。下分1邑、19里。

## 地理
北側是瑞興郡和鳳山郡，東側是平山郡，西側是銀波郡和屬於黃海南道的新院郡，南側是黃海南道的鳳川郡和青壇郡。

## 歷史
1952年行政區域改編時，從平山郡和瑞興郡的部份地域分離成為今日的麟山郡。

## 行政區劃
麟山郡有一邑（麟山邑），由原來的大豐里及岐春里組成；另外有19里，分別為：
- 池澤里（지택리）
- 安昌里（안창리）
- 平和里（평화리）
- 上下里（상하리）
- 多田
- 石橋里（석교리）
- 石蓮里（석련리）
- 東絲里（동사리）
- 上月里（상월리）
- 龍石里（룡석리）
- 大豐里（대풍리）
- 真川里（진천리）
- 水峴里（수현리）
- 蓮豐里（연풍리）
- 麒麟里（기린리）
- 白川里（백천리）
- 大村
- 冷井
- 舟岩里（주암리）

## 交通
鐵路是唯一的交通工具，但前往周邊地區，還可以依靠道路。

## 外部連結
- 北韓網：린산군(麟山郡) RINSANGUN （页面存档备份，存于）